# Linia kolejowa Starokonstantynów – Greczany
Linia kolejowa Starokonstantynów – Greczany – linia kolejowa na Ukrainie łącząca stację Starokonstantynów I ze stacją Greczany.
Zarządzana jest przez dyrekcje żmeryńską Kolei Południowo-Zachodniej (oddział ukraińskich kolei państwowych).
Znajduje się w obwodzie chmielnickim. Linia na całej długości jest jednotorowa i niezelektryfikowana.